# Hr.Ms. Sphinx
Hr.Ms. Sphinx – holenderski torpedowiec z początku XX wieku, jedna z pięciu jednostek typu Hydra. Okręt został zwodowany 28 marca 1903 roku w stoczni Damen Schelde Naval Shipbuilding we Vlissingen, a w skład Koninklijke Marine wszedł w czerwcu 1903 roku. Jednostka została skreślona z listy floty w 1921 roku.

## Projekt i budowa
Okręty typu Hydra były torpedowcami I klasy . Dwie pierwsze jednostki powstały w Wielkiej Brytanii, a pozostałe zbudowano w stoczni krajowej .
Hr.Ms. „Sphinx” zbudowany został w stoczni De Schelde we Vlissingen (numer stoczniowy 103) . Stępkę okrętu położono w październiku 1902 roku, a zwodowany został 28 marca 1903 roku .

## Dane taktyczno-techniczne
Okręt był torpedowcem o długości całkowitej 39,62 metra, szerokości 4,11 metra i zanurzeniu 2,1 metra . Wyporność wynosiła 101 ton. Siłownię jednostki stanowiła maszyna parowa potrójnego rozprężania o mocy 1320 KM, do której parę dostarczały dwa kotły Yarrow. Prędkość maksymalna napędzanego jedną śrubą okrętu wynosiła 24,6 węzła. Okręt zabierał zapas 21 ton węgla, co zapewniało zasięg wynoszący 1500 Mm przy prędkości 10 węzłów . 
Na uzbrojenie artyleryjskie okrętu składały się dwa pojedyncze działa Hotchkiss kalibru 37 mm L/20 . Broń torpedową stanowiły trzy pojedyncze wyrzutnie kal. 450 mm .
Załoga okrętu składała się z 21 oficerów, podoficerów i marynarzy .

## Służba
Hr. Ms. „Sphinx” został wcielony do Koninklijke Marine w czerwcu 1903 roku . Okręt wycofano ze składu floty w 1921 roku.